# Comunione Mondiale delle Chiese Riformate
La Comunione Mondiale delle Chiese Riformate (in inglese: World Communion of Reformed Churches e abbreviata WCRC) è la più grande associazione di chiese calviniste nel mondo. Ha 230 denominazioni di membri in 108 paesi, che insieme rivendicano circa 80 milioni di persone, essendo così la quarta più grande comunione cristiana al mondo dopo la Chiesa cattolica, la Chiesa ortodossa e la Comunione anglicana. Questo organismo cristiano ecumenico è stato formato nel giugno 2010 dall'unione dell'Alleanza mondiale delle Chiese Riformate (WARC) e del Consiglio Ecumenico Riformato (REC). Tra le più grandi denominazioni della WCRC ci sono la Chiesa dell'India meridionale, la Chiesa presbiteriana dell'Africa orientale, la Chiesa presbiteriana della Corea, la Chiesa evangelica etiope "Mekane Yesus", la Chiesa di Gesù Cristo in Madagascar, la Federazione delle chiese protestanti svizzere, la Chiesa protestante in Indonesia, la Chiesa presbiteriana (USA), la Chiesa Evangelica del Camerun, Borneo Evangelical Church (SIB Malaysia) e Chiesa Protestante nei Paesi Bassi. Le sue denominazioni di membri nel complesso potrebbero essere considerate più liberali delle denominazioni di membri della Conferenza internazionale delle chiese riformate o della World Reformed Fellowship, che sono anch'esse grandi organizzazioni ecumeniche calviniste.

## La storia
La WCRC fa risalire le sue origini al 1875, con diverse organizzazioni riformate unificanti emergenti a Londra, Inghilterra. Dopo una riunione di due giorni terminata il 1º febbraio 2006, Douwe Visser, presidente del Consiglio ecumenico riformato, e Clifton Kirkpatrick, presidente dell'Alleanza mondiale delle Chiese riformate, hanno dichiarato in una lettera congiunta ai loro elettori: "Ci rallegriamo del lavoro dello Spirito Santo che crediamo ci abbia portato a raccomandare che è giunto il momento di riunire il lavoro dell'Alleanza Mondiale delle Chiese Riformate e del Concilio Ecumenico Riformato in un unico corpo che rafforzerà l'unità e la testimonianza dei cristiani calvinisti". Dopo aver chiamato in un primo momento il potenziale organismo "Comunione Mondiale Riformata", questo nome è stato modificato in "Comunione Mondiale delle Chiese Riformate". Dal 18 al 26 giugno 2010 si è svolto presso il Calvin College, situato a Grand Rapids, Michigan, Stati Uniti, un Consiglio generale unitario del WCRC, che ha dato vita all'organizzazione. Il concilio si è concentrato sull'"Unità dello Spirito nel vincolo della pace" menzionata in Efesini come tema principale, stabilendo un tono di vera comprensione reciproca e accettazione tra le chiese membre e gli associati, mettendo da parte differenze e altre questioni mentre si imbarcano in questo cammino condiviso gli uni con gli altri e mentre ciascuno cerca di discernere la volontà di Dio e continua la sua lotta per la giustizia e la pace nel mondo.

## L'opera
Il Consiglio generale di unità del 2010 ha affermato che il WCRC dovrebbe essere "chiamato alla comunione e impegnato per la giustizia". I suoi due principali uffici di programma sono quindi focalizzati su questi aspetti, con il lavoro teologico incluso nella comunione. L'ufficio di Teologia e Comunione funge da coordinatore per i dialoghi ufficiali con altre organizzazioni religiose, organizza un Istituto globale di teologia semestrale e riunisce studiosi di teologia calvinista per varie discussioni. L'Ufficio di Giustizia promuove i diritti economici, ecologici e umani, basando gran parte del suo lavoro sulla Confessione di Accra, una dichiarazione adottata nel 2004 dal Consiglio Generale dell'Alleanza Mondiale delle Chiese Riformate e ri-approvata dal Consiglio Generale dell'Unità del 2010. La sede globale del WCRC si trova ad Hannover, in Germania, con una filiale nordamericana senza scopo di lucro con sede a Grand Rapids, nel Michigan. Originariamente con sede a Ginevra, in Svizzera, che ha ospitato Giovanni Calvino e si è guadagnato la reputazione di "Roma protestante", il Comitato Esecutivo del gruppo ha annunciato l'8 novembre 2012, che avrebbero trasferito la sede ad Hannover, in Germania, entro dicembre 2013, a causa alle prepotenti tensioni finanziarie causate dall'alto valore del franco svizzero. 

## L'organizzazione
I rappresentanti (uomini e donne, laici e clericali) delle chiese membro si riuniscono in un'Assemblea Generale ogni sette anni. Insieme discernono la volontà di Dio attraverso le Scritture per decidere la direzione che la WCRC deve prendere. L'Assemblea elegge anche i leader per supervisionare la sua politica e il suo lavoro. Questi funzionari e membri del comitato esecutivo eleggono il segretario generale.

### Il/la segretario/a generale
La WCRC ha anche un segretariato generale che comprende l'ufficio del segretario generale, l'ufficio comunicazioni e altre responsabilità organizzative.
Attraverso il segretariato generale, il WCRC è in grado di promuovere il dialogo tra le chiese, sostenere le cause su scala globale e sostenere le attività delle sue chiese membre con vari mezzi. 
L'attuale segretario generale è Chris Ferguson, un ministro della Chiesa unita del Canada. 
Egli è un pastore, teologo e difensore della giustizia sociale della Chiesa unita del Canada. È stato eletto alla carica di segretario generale della Comunione Mondiale delle Chiese Riformate nel maggio 2014, entrando in carica il 1º agosto 2014, per un mandato di sette anni. In precedenza Ferguson è stato consigliere ecumenico internazionale per il Programma di accompagnamento ecumenico in Colombia (2011-2014), rappresentante del Consiglio mondiale delle Chiese presso le Nazioni Unite (2006-2010), rappresentante del Consiglio mondiale delle Chiese a Gerusalemme (2004- 2006) e ministro esecutivo dell'Unità per la giustizia, le relazioni globali ed ecumeniche della Chiesa Unita del Canada e funzionario ecumenico (2002-2004).

### Il/la presidente
Najla Kassab ne è stata eletta presidente durante il Consiglio generale del luglio 2017 a Lipsia, in Germania come prima presidente donna a capo. Ella vive attualmente a Beirut ma il suo lavoro la porta spesso in Siria.

### La costituzione
La WCRC è guidata da uno statuto scritto che definisce la loro identità, espone i loro valori, precisa la loro missione e il loro scopo e regola le loro funzioni.

#### Preambolo della Costituzione
Ecco il preambolo della costituzione WCRC che recita:
"Gesù Cristo è il fondamento e il capo della Chiesa cristiana. È in Gesù Cristo che il Verbo si è fatto carne e il Vangelo si è incarnato. È a Dio in Cristo che le Sacre Scritture rendono testimonianza di fede, ispirate dallo Spirito Santo. Le chiese della Comunione Mondiale delle Chiese Riformate sono chiamate a raccolta nel nome del Signore, Padre, Figlio e Spirito Santo. Sotto la sovranità di Dio, con i seguaci di Cristo in tutto il mondo che condividono un unico battesimo, i membri della comunione appartengono all'unica santa Chiesa cattolica e apostolica."